# José Sierra Sandoval
José Sierra (Perú, Lima; 19 de marzo de 1949) es un exfutbolista peruano. Desempeñó como delantero izquierdo en clubes solo de Perú.

## Trayectoria
Se inició en el Club Defensor Arica donde debutó en 1969.Luego continuo en el Club Alianza Limay de ahí al Club Centro Deportivo Municipal,para luego llegar al Club Atlético Chalacodonde logro el subcampeonato nacional clasificando a la Copa Libertadores 1980.

## Clubes
| Club                            | País | Año       |
| ------------------------------- | ---- | --------- |
| Club Defensor Arica             | Perú | 1969-1970 |
| Club Alianza Lima               | Perú | 1971-1972 |
| Club Centro Deportivo Municipal | Perú | 1973-1975 |
| Club Atlético Chalaco           | Perú | 1976-1980 |